# Нитрокрасители
Нитрокрасители — ароматические нитросоединения, содержащие нитрогруппу, находящуюся в орто-положении к электродонорному заместителю — гидроксилу или аминогруппе, дают окраску от желтого до коричневого цветов.
В зависимости от донорного заместителя нитрокрасители подразделяются на гидроксинитрокрасители и аминонитрокрасители.

## Гидроксинитрокрасители
Гидроксинитрокрасители обладают глубокой окраской, но низкой светостойкостью и поэтому в настоящее время вышли из употребления, примером таких красителей являются тринитрофенол (пикриновая кислота), динитронафтол (желтый Марциуса) и его сульфопроизводное (нафтоловый желтый С):
|                    |                 |                     |
| Пикриновая кислота | Желтый Марциуса | Нафтоловый желтый С |

## Аминонитрокрасители
Аминонитрокрасители окрашены менее глубоко, чем гидроксинитрокрасители, но более светостойки и применяются и в настоящее время. Практически все аминонитрокрасители являются нитропроизводными дифениламина и синтезируются реакцией замещенных ароматических аминов с производными 2-нитрохлор- и 2,4-динитрохлорбензолов. Исторически первый вошедший в широкое употребление аминонитрокраситель — антралан желтый РРТ — был синтезирован и производится до сих пор именно этим методом:

Аминонитрокрасители, не несущие кислотных групп, применяют в качестве дисперсионных красителей (например, в окраске полиэфирных волокон), при вводе в состав сульфогруппы применяются в качестве кислотных красителей для шерсти, полиамидных волокон и кожи.